# Rosa anemoniflora
Rosa anemoniflora är en rosväxtart som beskrevs av Robert Fortune och John Lindley. Rosa anemoniflora ingår i släktet rosor, och familjen rosväxter. Inga underarter finns listade i Catalogue of Life.